# Стерлитамак
Стерлитамак (рус. Стерлитамак) град је у Русији у Башкортостану. Према попису становништва из 2010. у граду је живело 273.432 становника. Стерлитамак је велики индустријски и културни центар Башкортостана.

## Становништво
Према прелиминарним подацима са пописа, у граду је 2010. живело 273.432 становника, 9.070 (3,43%) више него 2002.
| 1939.  | 1959.   | 1970.   | 1979.   | 1989.   | 2002.   | 2010.   |
| ------ | ------- | ------- | ------- | ------- | ------- | ------- |
| 38.786 | 111.575 | 184.894 | 220.122 | 247.457 | 264.362 | 273.486 |